# Славяново (Польща)
Славяново (пол. Sławianowo) — село в Польщі, у гміні Злотув Злотовського повіту Великопольського воєводства.
Населення — 432 особи (2011).
У 1975—1998 роках село належало до Пільського воєводства.

## Демографія
Демографічна структура станом на 31 березня 2011 року:
|          | Загалом | Допрацездатний вік | Працездатний вік | Постпрацездатний вік |
| -------- | ------- | ------------------ | ---------------- | -------------------- |
| Чоловіки | 211     | 39                 | 145              | 27                   |
| Жінки    | 221     | 48                 | 123              | 50                   |
| Разом    | 432     | 87                 | 268              | 77                   |